# Benedetto Ferrara
Benedetto Ferrara (Roma, 15 aprile 1961) è un giornalista e scrittore italiano.

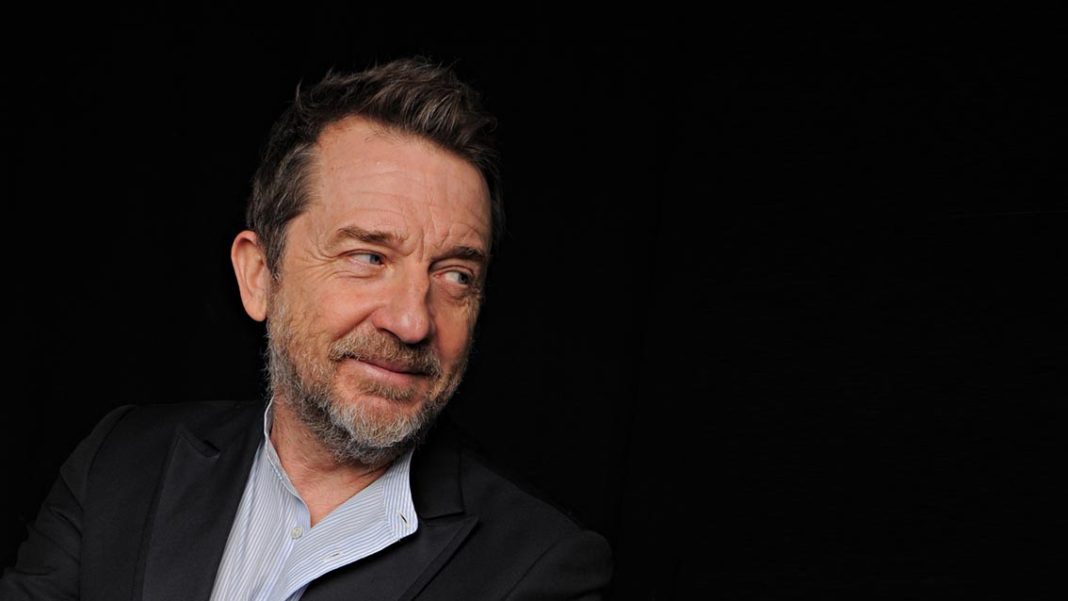
Benedetto Ferrara

È figlio dello scrittore, storico e politico Giovanni Ferrara e cugino del giornalista Giuliano.

## Biografia
Ha iniziato la sua carriera partecipando alla fondazione di Radio Centofiori nel 1979. Come speaker e dj ha lavorato per tre stagioni a RaiStereoUno.
Dal 1989 al 2021 è stato giornalista per il quotidiano La Repubblica. Su questa testata giornalistica ha raccontato le vicende della A.C. Fiorentina oltre ad essere stato inviato ai Campionati Europei di calcio, prima in Portogallo e quindi in Polonia ed Ucraina.
Dal 2003 al 2010, sempre per La Repubblica, ha raccontato il Motomondiale. Sempre come inviato nel 2008 ha seguito il Giro d'Italia, nel 2010 i Campionati Mondiali di Calcio in Sud Africa e nel 2012 le Olimpiadi di Londra.
Dal 2022 tiene sul quotidiano La Nazione la rubrica calcistica Rock & Gol.
Per la Fondazione Il cuore si scioglie ha realizzato documentari a sfondo sociale in Burkina Faso, India, Perù, Brasile e Siria. Uno di questi, Loumbila, girato in Burkina Faso, nel 2003 ha vinto il Premio Presidente della Repubblica al concorso "Che impresa".
Per InToscana, il portale ufficiale della Toscana, tiene una rubrica come opinionista ed è direttore artistico e conduttore del format E via andare.
In radio conduce dal 1988 Nightfly, programma musicale in onda il lunedì notte sull'emittente Controradio. Sempre per Controradio da ottobre 2022, conduce il programma quotidiano, Ad ovest di Padalino, dove dialoga con sportivi, artisti, musicisti e animatori culturali della scena toscana.
Per il teatro ha realizzato come autore e interprete Viola Pop, Tutta mia la città e Rock & Goal, spettacoli che sono andati in scena nel circuito dei Teatri della Toscana.
Nel 2023 è direttore artistico della prima edizione del Festival "Bibbona Folk Festival"  promosso dal Comune di Bibbona. Esperienza che prosegue anche nel 2024 . 

## Opere
- Rock & Goal. 29 settembre (Cult Editore, 2010) - ISBN 9788863920741
- La ballata di Sant'Orsola (Edizioni Clichy, 2019) - ISBN 9788867996421
- Un altro calcio. Dal Real Madrid al Centro Storico Lebowski, il mio viaggio a tutto campo (Rizzoli, 2022) - ISBN 9788831809023
- Il mondo a casa mia. Vita e avventure di un direttore d'albergo (thedotcompany.it, 2024) - ISBN 9788831433631